# Currys Paradoxon
Currys Paradoxon ist ein Paradoxon, das Haskell Curry 1942 beschrieb; es erlaubt die Ableitung einer beliebigen Aussage aus einem selbstbezüglichen Ausdruck, der seine eigene Gültigkeit voraussetzt, mittels einfacher, allgemeiner logischer Regeln. Curry zeigte auf diesem Weg die Inkonsistenz von Axiomensystemen mit solch einem Ausdruck.

## Verbale Fassung
Currys Paradoxon lässt sich verbal durch folgenden selbstbezüglichen Satz ausdrücken und ableiten:
Wenn dieser Satz gilt, dann gilt eine beliebige Aussage A.
Currys Ableitung des Paradoxons wird leicht verständlich, wenn dieser Satz mit S abgekürzt wird. Damit lautet S in Kurzfassung: Wenn S gilt, dann gilt A. Nun gilt selbstverständlich: Wenn S gilt, dann gilt S. Setzt man hier S in der Kurzfassung ein, so ergibt sich: Wenn S gilt, dann gilt „Wenn S gilt, dann gilt A“. Nun kann man aber eine wiederholte Bedingung einfach weglassen ohne Sinnveränderung, so dass sich ergibt:  Wenn S gilt, dann gilt A. Das ist genau der Satz S. Damit gilt die Prämisse von S und man kann A folgern. Damit ist eine beliebige Aussage beweisbar, auch wenn man sie absurd wählt.

## Sprachliche Voraussetzungen
Currys Paradoxon kann in jeder Sprache formuliert werden, die folgende Bedingungen erfüllt:
- Die Sprache erlaubt den Modus ponens: Aus A und „wenn A, dann B “ schließt man B:

{\displaystyle A,A\to B\vdash B}.
- Die Sprache erlaubt die Kontraktion, nach der eine wiederholte Prämisse ohne Bedeutungsänderung weggelassen werden kann:

{\displaystyle A\to (A\to B)\vdash A\to B}
- Die Sprache erlaubt die Tautologie „wenn A, dann A“:

{\displaystyle A\to A}
- Die Sprache kann einen Selbstbezug ausdrücken durch eine Aussage {\displaystyle S}, die eine äquivalente Formel {\displaystyle F(S)} hat, in der {\displaystyle S} vorkommt, so dass der Selbstbezug folgende Form hat:

{\displaystyle S\iff F(S)}
Die klassische Logik und viele nicht-klassischen Logiken, insbesondere intuitionistische Logiken und sogar parakonsistente Logiken erfüllen diese Kriterien, selbstverständlich aber auch die verbale Sprache, die Selbstbezüge mit Pronomen statt Variablen ausdrückt. Currys Paradoxon verwendet bewusst keine Negation und keine indirekten Beweise, mit denen gewöhnlich Paradoxien abgeleitet werden, sondern entwickelt eine allgemeinere direkte Ableitung.

## Ableitung des Paradoxons
Der spezielle Selbstbezug in Currys Paradoxon lautet {\displaystyle S\iff (S\to A)} mit einer freien Variablen {\displaystyle A} für eine beliebige Aussage. Der formale Beweis dieser variablen Aussage lautet dann:
Als Tautologie gilt:
{\displaystyle {\mbox{(1)  }}S\to S}
Die Ersetzung der rechten Seite per Selbstbezug ergibt:
{\displaystyle {\mbox{(2)  }}S\to (S\to A)}
Daraus folgt per Kontraktion:
{\displaystyle {\mbox{(3)  }}S\to A}
Die Ersetzung mit dem Selbstbezug führt zu:
{\displaystyle {\mbox{(4)  }}S}
Aus (4) und (3) folgt mit dem Modus ponens schließlich:
{\displaystyle {\mbox{(5)  }}A}
Mit dieser Ableitung ist die Inkonsistenz des Axiomensystems gezeigt, weil alle Aussagen beweisbar sind. Dabei ist zu beachten, dass der Selbstbezug ein Zusatzaxiom ist, das neben den oben genannten sprachlichen Voraussetzungen in der Ableitung zweimal angewandt wird!  Die Ableitung zeigt also, dass dieser als zusätzliches Argument eingesetzte Selbstbezug falsch ist: Er ist nicht relativ konsistent zu Axiomensystemen, in denen die sprachlichen Voraussetzungen gelten; hier ist nämlich nur die Formulierbarkeit des Selbstbezugs gefordert, nicht aber dessen Gültigkeit.

## Mengentheoretische Variante
In der naiven Mengenlehre entsteht eine Variante des Paradoxons bei folgender Klasse:
{\displaystyle C\ {\stackrel {\mathrm {def} }{=}}\ \left\{x\mid x\in x\to A\right\}}
Aus ihr ergibt sich bei Anwendung des uneingeschränkten Abstraktionsprinzips folgender Selbstbezug:
{\displaystyle C\in C\iff (C\in C\to A)}
Aus diesem Selbstbezug lässt sich die Aussage {\displaystyle A} wie oben beweisen und damit die Inkonsistenz dieses Selbstbezugs nachweisen.
Da für die Klassenlogik und die allgemeine Mengenlehre (ohne Unendlichkeitsaxiom) Widerspruchsfreiheitsbeweise erbracht sind, führt Currys Ableitung hier zu keinem Widerspruch, sondern beweist, dass die Klasse {\displaystyle C} keine Menge ist, sondern eine sogenannte echte Klasse. Der Selbstbezug folgt hier aus dem naiven uneingeschränkten Abstraktionsprinzip, das nicht gelten kann; nur eine gebundene, quantifizierte Abstraktion für Mengen ist erlaubt.

## Klassische Spezialfälle
Spezialfälle des Paradoxons entstehen in der klassischen Logik oder intuitionistischen Logik, wenn in die freie Variable ein Widerspruch eingesetzt wird, der dann aus dem Selbstbezug folgt. Dann ist {\displaystyle S\to (X\land \neg X)}  per Kontraposition und dem Satz vom Widerspruch gleichwertig zu {\displaystyle \neg S}. Das Paradoxon hat damit die Form {\displaystyle S=\neg S} des Lügner-Paradoxons in einer aussagenlogischen Formulierung per Negation. Bei der mengentheoretischen Variante ist {\displaystyle \left\{x\mid x\in x\to (Y\wedge \neg Y)\right\}} äquivalent zur Russellschen Klasse {\displaystyle \left\{x\mid x\notin x\right\}}, die für die Russellsche Antinomie verantwortlich ist.

## Löbs Anwendung
Currys Paradoxon wurde 1955 von Martin Hugo Löb angewandt, um zu zeigen, dass Sätze, die ihre eigene Beweisbarkeit behaupten, wahr sein müssen. Daher wird es in der Literatur zuweilen als Löbs Paradoxon bezeichnet.